# Fontes de Alencar
Luiz Carlos Fontes de Alencar ComMM (Estância, 31 de dezembro de 1933 – Brasília, 2 de julho de 2016) foi um professor, acadêmico, advogado, escritor, historiador, jurista e magistrado brasileiro. Foi ministro do Superior Tribunal de Justiça (STJ) entre os anos de 1989 e 2003.
Bacharel em direito pela Faculdade de Direito do Recife (1958). Pela mesma instituição obteve o título de Doutor em Direito (1960). Foi professor na Universidade de Brasília e na Universidade Federal de Sergipe onde também ocupou o cargo de Vice-Reitor. Foi membro do Conselho Universitário (1972) e do Conselho do Ensino e da Pesquisa (1974 - 1976).
Ingressou na magistratura em 1961 como Juiz de Direito no Tribunal de Justiça de Sergipe. No mesmo tribunal, exerceu o cargo de Desembargador (1979), Corregedor Geral (1981 – 1982) e presidente (1985 – 1987). Em 1989 foi nomeado ao cargo de Ministro do Superior Tribunal de Justiça.
Teve uma intensa produção intelectual também como escritor com diversas obras publicadas, com destaque as obras ‘Liberdade: Teoria e Lutas’, sobre o polímata brasileiro Rui Barbosa; e ‘História de uma Polêmica’ (polêmica trilateral - Rui Barbosa, Gumercindo Bessa e Rio Branco).
Foi presidente da Associação Nacional de Escritores (2009 – 2011), ocasião em que criou o Museu do Escritor; e da Academia de Letras do Brasil (2012 – 2016). Recebeu em 1999 a Medalha João Ribeiro, da Academia Brasileira de Letras (ABL).
Faleceu em 02 de julho 2016, na cidade de Brasília, em decorrência de complicações de um procedimento cirúrgico.

## Vida pessoal e magistratura
Nascido em 31 de dezembro de 1933, em Estância, litoral sul de Sergipe, Luiz Carlos Fontes de Alencar era filho de Clodoaldo de Alencar e Eurydice Fontes de Alencar. Estudou os primeiros anos da escola primária no Colégio Serrano, localizado no município de Itabaianinha, onde seu pai também era tabelião e escrivão. Posteriormente, mudou-se para o município de Alagoinhas, no Estado da Bahia, para realizar os estudos ginasiais no Ginásio Salesiano.
Em 1953 voltou para Sergipe, onde concluiu o ensino médio no Atheneu Sergipense. Prestou vestibular para Direito na Faculdade de Direito de Sergipe e no segundo ano de curso mudou-se para Recife, onde formou-se em 1958 pela Faculdade de Direito de Recife. Dois anos depois, pela mesma instituição, obteve o título de doutor em Direito.
Concluiu o curso de História, em 1957, que na época oferecido pela Campanha de Aperfeiçoamento e Difusão do Ensino Secundário, em Aracaju. Casou com Ilma Santos de Alencar no ano de 1963 com quem teve quatro filhos: Luiz Carlos, Gisela, Moema e Daniela Santos de Alencar.
Além da formação em Direito e História, ainda concluiu o curso de Direito Agrário (1970) e Direito Penal (1971), ambos pela Universidade Federal de Sergipe e o Curso Superior de Guerra, pela Escola Superior de Guerra, Turma Ruy Barbosa, no Rio de Janeiro (1980).

### Tribunal de Justiça do Estado de Sergipe
Ingressou para a Magistratura estadual no ano de 1963 como Juiz de Direito da Comarca de Tobias Barreto. Ainda esteve à frente das comarcas de Maruim, em 1968; Itabaianinha, em 1969, e de Aracaju, 4ª Vara Cível, em 1979, todos no Estado de Sergipe. Ainda em 1979 foi nomeado Diretor da Comarca de Aracaju.
Em 1979, estando a frente da 4ª Vara Cível de Aracaju, foi Membro da Comissão de Organização Judiciária do Estado de Sergipe.
No mesmo ano foi promovido por merecimento a Desembargador do Tribunal do Estado de Sergipe. Assumiu ainda os cargos de Corregedor Geral, no biênio de 1981/1982 e Presidente do Tribunal de Justiça do Estado de Sergipe, no biênio de 1985/1987.
No Tribunal de Justiça de Sergipe criou o espaço para implantação do Juizado da Infância e Adolescência, que leva o seu nome.
Além disso, foi o responsável pela criação e instalação das Varas de Assistência Judiciária, distribuídas entre os bairros mais pobres de Aracaju, que tinham por objetivo levar a prestação jurisdicional às pessoas mais carentes.

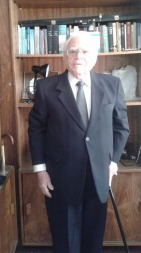
Fontes de Alencar em seu gabinete

### Tribunal Regional Eleitoral do Estado de Sergipe
Integrou o Tribunal Regional Eleitoral durante os anos de 1972/1974 – 1974/1976. Enquanto membro do referido tribunal, integrou a Comissão de elaboração do projeto de Regimento Interno além de ocupar o cargo de Corregedor Regional Eleitoral entre os anos de 1972 a 1974 e de 1975 a 1976.
No ano de 2009, na cidade de Estância, foi inaugurado o Fórum Eleitoral Ministro Luiz Carlos Fontes de Alencar.

### Superior Tribunal de Justiça
Foi nomeado Ministro do Superior Tribunal de Justiça em 1989 pelo então presidente José Sarney, sendo empossado no dia 18 de maio de 1989.
Nesta corte, foi presidente da 4ª Turma, no biênio de 1993/1995, Coordenador-Geral da Justiça Federal, no biênio de 1997/1999; diretor da Revista de Jurisprudência do STJ, 2001/2003 e integrante da 6ª Turma, 1999/2003.
Além disso, foi membro da Comissão de Jurisprudência e foi o responsável pela criação e implantação da Revista de Jurisprudência do STJ no seu formato eletrônico, instrumento que possibilitou a democratização do acesso aos juristas aos acórdãos do STJ de forma eletrônica.
Em 2002, foi admitido à Ordem do Mérito Militar no grau de Comendador especial pelo presidente Fernando Henrique Cardoso.
Ocupou o cargo de Ministro do Superior Tribunal de Justiça até aposentar-se em 2003.

## Carreira acadêmica
Com formação em Direito e História, exerceu a docência no ensino básico e superior. Atuou em 1969 como professor de História e Fundamentos Sociais da Educação na Escola Rural Murilo Braga, localizada em Itabaianinha. Foi diretor da mesma instituição.
Foi Professor Adjunto do Departamento de Direito do Centro de Ciências Sociais e Aplicadas da Universidade Federal de Sergipe – UFS, onde lecionou as disciplinas Direito Penal II, Processo Penal Militar, Processo Penal Especial, Processo Penal I e II e Teoria Geral do Processo. Na mesma universidade, integrou o Conselho Universitário como representante da Faculdade de Direito, em 1972, e o Conselho do Ensino e da Pesquisa, em 1974/75/76. Em 1977 foi nomeado Vice-Reitor da UFS, cargo este que ocupou até o ano de 1979. Foi Professor de Processo Penal I e II na Universidade de Brasília – UnB, de 1990 a 1995.
Além da atuação como professor universitário, foi conferencista, presidiu painéis e coordenou trabalhos em diversos congressos; também contribuiu academicamente para instituições na área de História, Direito e Literatura.
Foi membro do Instituto Histórico e Geográfico do Distrito Federal; Instituto Histórico e Geográfico de Sergipe; Instituto dos Advogados do Brasil e Instituto dos Advogados do Distrito Federal.

## Produção literária
Além da carreira de magistrado e da atuação como professor universitário, produziu diversos trabalhos literários. Dentre suas obras merecem destaque os livros “História de uma polêmica”, publicado em 2005, que descreve e analisa com teor histórico, literário e jurídico a polêmica trilateral entre Rui Barbosa e Gumercindo Bessa, a partir das decisões de Rio Branco acerca da Questão do Acre, que envolveu a disputa entre a Bolívia e o Brasil pela posse do território acreano; Anotações de Poesia no Centenário da Revista Americana -1909/1919”, em que se manifesta sobre textos poéticos publicados pela Revista durante seus quase dez anos (2010); “Kalevala e outros temas” (2014); e “Liberdade: Teoria e Lutas”, sobre Rui Barbosa (2005).
Prefaciou a obra Menores e Loucos em Direito Criminal de Tobias Barreto (3ªed., Senado Federal, 2003).
Integrou a Academia Sergipana de Letras (1970), cadeira n.º XXVI; a Academia Brasiliense de Letras (2001), cadeira nº XXXV; a Academia de Letras do Brasil (2010), cadeira nº XVI; a Academia de Letras de Brasília (2010), cadeira nº XXIII; e a Academia de Letras e Artes do Planalto, em Luziânia, Goiás (2010), cadeira nº XXXVIII.
Presidiu a Associação Nacional de Escritores – ANE durante os anos de 2009 a 2011, ocasião em que fundou o museu do escritor, em 2010 e foi vice-presidente entre 2012 e 2016. Presidiu também a Academia de Letras do Brasil - fundada em 1987, nos biênios 2012-2014 e 2014-2016.
Foi autor dos ensaios: Machado de Assis e Adam Mickiewicz (2012); Rui, tradutor de Leopardi (2012); O Gigante da Polônia (2012); De Prosadores e Poetas (2012); Dois Tradutores de Dante Alighieri (2013); O Rosto Perdido, Romance de Almeida Fischer (2013); Hernâni Donato (2013); Santa Luzia de Goiás (2013); O Poeta de Archotes e Orós (2013); Coroa de Sonetos (2013); O Romancista e o Militar (2014); Heroicidade e Poesia (2014); Sonetos e Xilogravuras (2014); Caminhos da Terra Goiá (2014); Kalevala (2014); Santo Souza – I (2014); Santo Souza – II (2015); O Romance e o Quadro (2015); e Um Brasileiro nas Abas do Mar de Atlas – I, II, III, IV e V (2015/2016), publicados no Jornal da ANE – Associação Nacional de Escritores.
Foi o organizador dos fascículos: Rui Barbosa, Bittencourt Sampaio, Silvio Romero, João Ribeiro e Tobias Barreto, da série Autores Brasileiros; e Rebelo da Silva, da série Autores Portugueses, entre 2005 e 2008, do Projeto ‘O Livro na Rua’, antologias brevíssimas de poesias, contos, crônicas e ensaios, com o objetivo difundir a diversidade e a riqueza da literatura de língua portuguesa, da Editora Thesaurus.

## Outros trabalhos publicados
- A Federação Brasileira e os Procedimentos em Matéria Processual, em 2001;
- À Feição de Prefácio, in Magistrados Cearenses no Império e na República de Ademar Mendes Bezerra, em Fortaleza/CE, em 1999;
- A Lição de Rui: Crime de Hermenêutica, a Hipérbole do Absurdo (Revista de Direito Renovar, em 2000);
- Água do Camaragibe, crítica literária, Maceió, em 2002;
- Aqueles Dois Advogados (Revista de Direito Renovar, em 2003);
- Como se Prefácio Fora, in Breve Passeio pela História do Direito Brasileiro”, de Carlos Fernandes Mathias de Souza, em 1999; apresentação, in “O Pau Brasil na História Nacional”, de Bernardino José de Souza (edição fac-similar, em 1999);
- Constituição Federal de1988 (Juizados de Pequenas Causas, Juizados Especiais Cíveis e Criminais, Processo e Direito Processual, em 1998);
- Crime de Hermenêutica, in Estudos Criminais em Homenagem a Evandro Lins e Silva, em 2001);
- Da Competência Originária do Tribunal de Justiça em Habeas Corpus, no ano de 1968;
- Discurso aos Bacharéis de Hoje, em 1974;
- Embargos no Processo Penal (Separata da Revista da Faculdade de Direito da Universidade Federal de Sergipe n° 13, em 1970);
- Estudo Sobre a Situação dos Auxiliares de Ensino, em 1979;
- Estudos de Processo Penal, in Constituição Federal de 1988: Dez anos (1988 a 1998) – Coordenação de Antônio Carlos Mathias Coltro;
- Florestas e Diamantes, elogio de Herberto Sales (Academia Brasiliense de Letras, em 2001);
- Foi Uma Hora Sem Igual (Revista do Conselho Estadual de Justiça, em 1999);
- Gratidão e Esperança, homenagem ao Ministro Luiz Vicente Cernicchiaro (Revista de Direito Renovar, em 2002);
- Habeas Corpus, em 1958;
- Kalevala, Jornal de Letras, Rio de Janeiro, 2001;
- Liberdade: Teoria e Lutas (Brasília: Edição Jurídica, em 2000);
- O Centenário do Tratado de Petrópolis, in Ensaios Jurídicos, em 2003 (Superior Tribunal de Justiça);
- Os Ratos, crítica literária, em Aracaju - SE (Revista de Aracaju, em 1955);
- Preservamento da Informação Forense (Revista de Direito Renovar, em 2001);
- Princípio de Independência e Harmonia entre os Poderes e suas Realidade e Tendências (monografia apresentada no final do curso na Escola Superior de Guerra, em 1980);
- Procedimentos em Matéria Processual, em 1998;
- Procedimentos Estaduais em Matéria Processual e os Feitos da Competência Federal, em 1998;
- Processo e Procedimento: Execução Fiscal, em 1998;
- Rui e a Pós-Modernidade (Revista do Instituto dos Advogados de São Paulo, em 2000);
- Prefácio, in Menores e Loucos em Direito Criminal, de Tobias Barreto (edição do Senado Federal, em 2003);
- Sonegação Fiscal – Aspectos Controvertidos, em 1997;[34]

## Prêmios e homenagens
- Colar do Mérito Judiciário do Tribunal de Justiça de Sergipe.
- Grã Cruz Ordem do Mérito Aperipê. Estado de Sergipe, 1985;
- Homenageado como magistrado e intelectual, recebeu a Comenda Cônego Teofanes de Barros, da Fundação Educacional do Baixo São Francisco, em Penedo, no Estado de Alagoas;
- Medalha da Ordem do Mérito Judiciário, do Tribunal de Justiça do Distrito Federal e Territórios, no grau de Grã Cruz, 2002;
- Ordem do Mérito Militar, no grau de Comendador especial, 2002;[1]
- Medalha da Ordem do Mérito Serigy, no grau de Grande Oficial, concedida pela Prefeitura Municipal de Aracaju;
- Medalha do Mérito Cultural da Magistratura, do Instituto dos Magistrados do Brasil;
- Medalha do Mérito dos Ex - Combatentes do Brasil, conferida pelo Conselho Nacional dos Ex - Combatentes, 1985;
- Medalha do Mérito Judiciário, do Tribunal de Justiça do Estado de Maranhão, 1993;
- Medalha Francisco Xavier dos Reis Lisboa, do Tribunal de Justiça do Estado do Maranhão, 1987;
- Medalha João Ribeiro, da Academia Brasileira de Letras. 1999;
- Medalha Mello Matos, da Associação Brasileira de Juízes e Curadores de Menores, 1985;
- Medalha Ministro Antônio de Souza Martins, da Associação dos Magistrados Piauienses, 1985;
- Medalha-Prêmio por haver completado cinquenta anos de relevantes serviços prestados à administração pública, em 2004;
- Título de Cidadão Aracajuano, concedido pela Câmara Municipal de Aracaju, 1984;
- Título de Professor Honoris Causa da Universidade Cruz Alta, no Rio Grande do Sul;